# Disneys Tarzan
Disneys Tarzan ist eine US-amerikanische Zeichentrickserie, die zwischen 2001 und 2003 produziert wurde. 2002 wurde der Spielfilm Tarzan & Jane zur Serie veröffentlicht, der die Folgen 37 bis 39 der Serie enthält. Bevor die Serie startete, erschien 1999 der Disney-Film Tarzan und 2005 die Fortsetzung Tarzan 2. Die Serie ist außerdem die erste komplett digital animierte Zeichentrickserie.

## Handlung
Die Serie dreht sich um die Abenteuer von Tarzan im Dschungel. Dabei stehen ihn seine alten Freunde Terk und Tantor, seine Frau Jane und ihr Vater Professor Porter zur Seite. Tarzan wird dabei meist zum Held der anderen Dschungel-Bewohner.

## Produktion und Veröffentlichung
Die Serie wurde zwischen 2001 und 2003 von Disney Television Animation in den Vereinigten Staaten produziert. Dabei sind 39 Folgen sowie mehrere Specials entstanden.
Erstmals wurde die Serie am 3. September 2001 auf Toon Disney ausgestrahlt. Die deutsche Erstausstrahlung fand am 1. Februar 2003 auf ProSieben statt. Weitere Ausstrahlungen im deutschsprachigen Fernsehen erfolgten ebenfalls auf Disney Cinemagic, Disney XD, Kabel eins, Disney Channel, ORF eins, SRF zwei und Puls 8 statt.

## Synchronisation
| Rolle                      | Originalsprecher  | deutscher Sprecher |
| -------------------------- | ----------------- | ------------------ |
| Jane                       | Olivia d’Abo      | Madeleine Stolze   |
| Kala                       | Susanne Blakeslee | Dagmar Dempe       |
| Königin La                 | Diahann Carroll   | Katrin Fröhlich    |
| Manu                       | Frank Welker      | Niko Macoulis      |
| Prof. Archimedes Q. Porter | Jeff Bennett      | Osman Ragheb       |
| Tantor                     | Jim Cummings      | Torsten Münchow    |
| Tarzan                     | Michael T. Weiss  | Thomas Amper       |
| Terk                       | April Winchell    | Sandra Schwittau   |
| Bungee                     |                   | Niko Macoulis      |

## Episodenliste
| Folge | deutscher Titel                | Originaltitel                        | Originalausstrahlung |
| 1     | Wettlauf mit der Zeit          | Tarzan And The Race Against Time     | 03.09.2001           |
| 2     | Der Handelsplatz               | Tarzan And The Trading Post          | 04.09.2001           |
| 3     | Ein gefährliches Findelkind    | Tarzan And The Lost Cub              | 05.09.2001           |
| 4     | Die geheime Stadt              | Tarzan And The Lost City Of Opar     | 06.09.2001           |
| 5     | Tarzan und die Deserteure      | Tarzan And The Fugitives             | 07.09.2001           |
| 6     | Tantor, der Einzelgänger?      | Tarzan And The Rogue Elephant        | 09.09.2001           |
| 7     | Der verseuchte Fluss (1)       | Tarzan And The Poisoned River (1)    | 10.09.2001           |
| 8     | Der verseuchte Fluss (2)       | Tarzan And The Poisoned River (2)    | 11.09.2001           |
| 9     | Freund oder Feind              | Tarzan And The Enemy Within          | 12.09.2001           |
| 10    | Der Jungbrunnen                | Tarzan And The Fountain              | 13.09.2001           |
| 11    | Die verlorene Welt             | Tarzan And The Hidden World          | 14.09.2001           |
| 12    | Der Zwist                      | Tarzan And The Rift                  | 16.09.2001           |
| 13    | Riesenkäfer                    | Tarzan And The Giant Beetles         | 17.09.2001           |
| 14    | Dschungel-Wahnsinn             | Tarzan And The Jungle Madness        | 18.09.2001           |
| 15    | Tarzan Junior                  | Tarzan And The Protege               | 19.09.2001           |
| 16    | Jane und die Leopardenmenschen | Tarzan And The Leopardmen Rebellion  | 20.09.2001           |
| 17    | Hoher Besuch                   | Tarzan And The Rough Rider           | 21.09.2001           |
| 18    | Pflanze der Zerstörung         | Tarzan And The Seeds Of Destruction  | 23.09.2001           |
| 19    | Der silberne Gorilla           | Tarzan And The Silver Ape            | 24.09.2001           |
| 20    | Die Herausforderung            | Tarzan And The Challenger            | 25.09.2001           |
| 21    | Der gefährliche Virus          | Tarzan And The Outbreak              | 26.09.2001           |
| 22    | Tarzan und die Traumfabrik     | Tarzan And The Silver Screen         | 27.09.2001           |
| 23    | Besuch aus Pellucidar          | Tarzan And The Beast From Below      | 28.09.2001           |
| 24    | Der allwissende Elefant        | Tarzan And The All-seeing Elephant   | 30.09.2001           |
| 25    | Wahre Männer                   | Tarzan And The New Wave              | 01.10.2001           |
| 26    | Der verlorene Schatz           | Tarzan And The Lost Treasure         | 02.10.2001           |
| 27    | Las Rückkehr                   | Tarzan And The Return Of La          | 03.10.2001           |
| 28    | Der Boxer                      | Tarzan And One Punch Mullargan       | 04.10.2001           |
| 29    | Das fehlende Glied             | Tarzan And The Missing Link          | 05.10.2001           |
| 30    | Die Todesinsel                 | Tarzan And The Prison Break          | 07.10.2001           |
| 31    | Die Waziri-Hochzeit            | Tarzan And The Eagles’s Feather      | 08.10.2001           |
| 32    | Schatten der Vergangenheit     | Tarzan And The Face From The Past    | 09.10.2001           |
| 33    | Retter in allen Lebenslagen    | Tarzan And The Caged Fury            | 10.10.2001           |
| 34    | Giftige Rache                  | Tarzan And The Gauntlet Of Vengeance | 11.10.2001           |
| 35    | Der mysteriöse Besucher        | Tarzan And The Mysterious Visitor    | 12.10.2001           |
| 36    | Tublats Rache                  | Tarzan And Tublat’s Revenge          | 23.11.2001           |
| 37    | Die britische Invasion         | Tarzan And The British Invasion      | 03.02.2003           |
| 38    | Diamanten im Vulkan            | Tarzan And The Volcanic Diamond Mine | 04.02.2003           |
| 39    | Janes alte Flamme              | Tarzan And The Flying Ace            | 05.02.2003           |